# Hydractinia prolifica
Hydractinia prolifica är en nässeldjursart som beskrevs av John Fraser 1948. Hydractinia prolifica ingår i släktet Hydractinia och familjen Hydractiniidae. Inga underarter finns listade i Catalogue of Life.